# Blepharipappus fremontii
Blepharipappus fremontii là một loài thực vật có hoa trong họ Cúc. Loài này được (Torr. & A. Gray) Greene mô tả khoa học đầu tiên năm 1892.